# Liste des munitions d'armes de poing
La liste des munitions d'armes de poing qui suit est une liste de munitions utilisée par des armes de poing, telles que les pistolets et révolvers.
Ces munitions sont rangées dans l'ordre croissant des calibres, en pouce et en métrique:

## Calibre en pouce

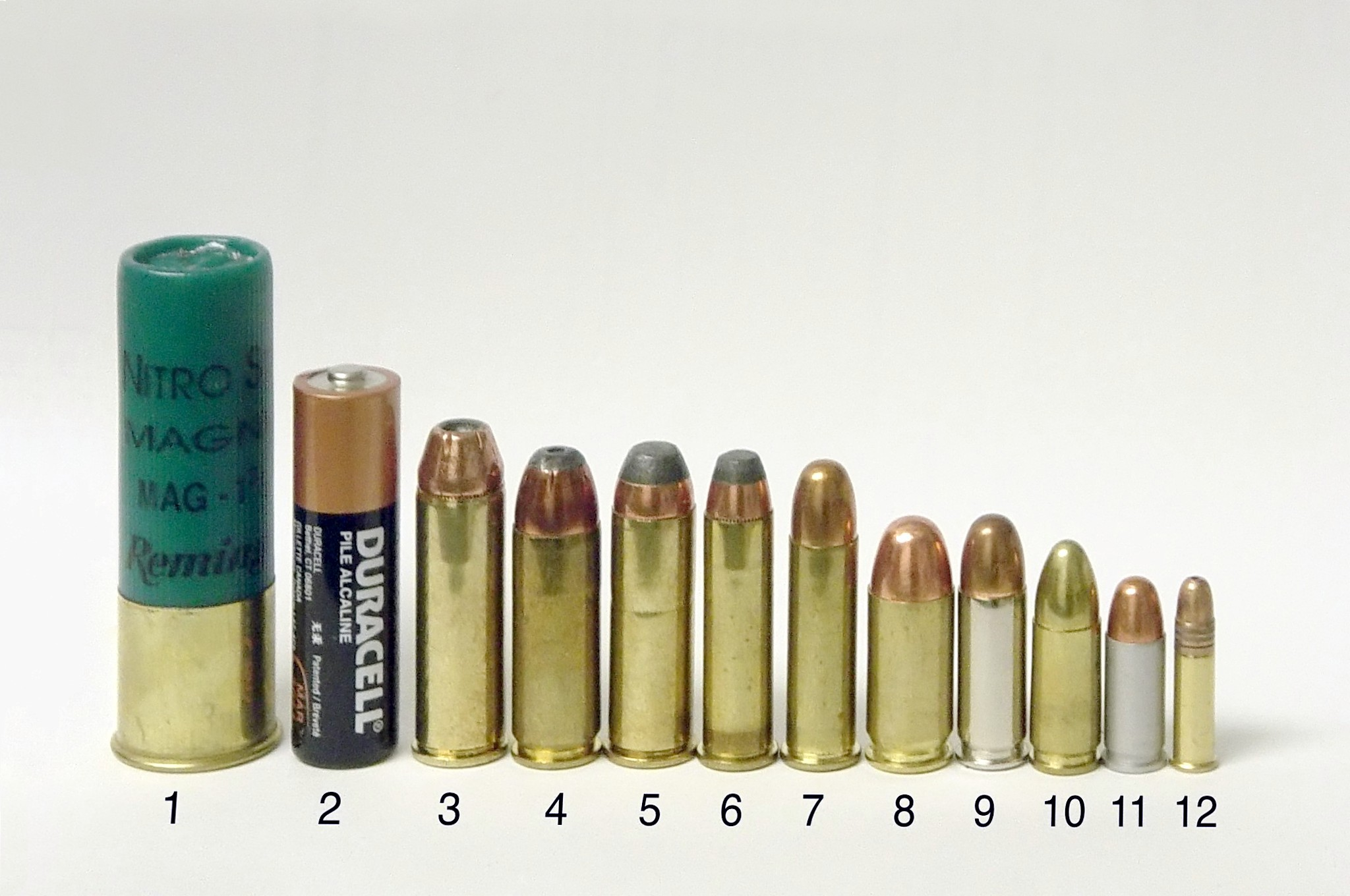
Quelques munitions courantes d'armes de poings. De gauche à droite :
1) Calibre 12 d'arme de chasse - canon lisse
2) Pile type AA ?
3) .454 Casull
4) .45 Winchester Magnum
5) .44 Remington Magnum
6) .357 Magnum
7) .38 Special
8) .45 ACP
9) .38 Super
10) 9 mm Luger
11) .32 ACP
12) .22 LR

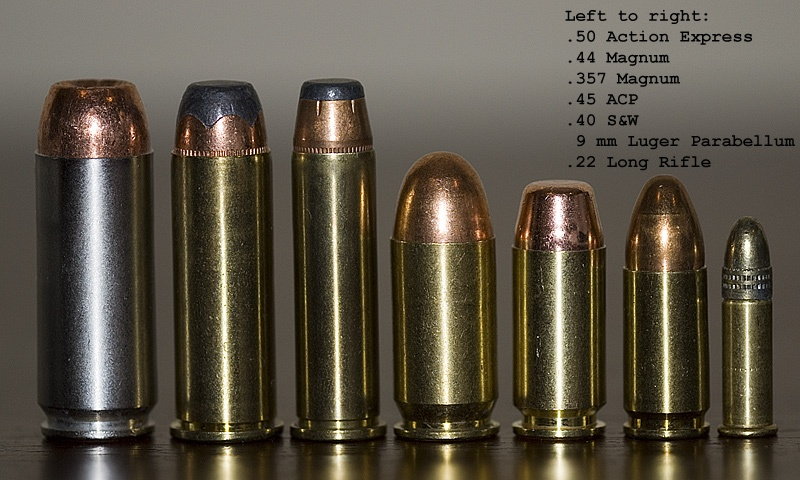
De gauche à droite: .50 Action Express, .44 Magnum, .357 Magnum, .45 ACP, .40 S&W, 9 mm Luger Parabellum, .22 Long Rifle.

### Inférieur au calibre .30
- .17 Mach 2
- .17 Hornady Magnum Rimfire
- .17-357 RG
- .22 Bosquette
- .22 Colibri
- .22 Court
- .22 Long
- .22 Long Rifle
- .22 WRF (.22 Magnum)
- .22 Reed Express
- .22 Remington Jet (.22 Jet, .22 Centerfire Magnum)
- .221 Remington Fireball
- .224 BOZ
- .25 ACP (6,35x16mm Browning)
- .25 NAA
- .256 Winchester Magnum

### Du calibre .30 au .39
- .30 Super Carry (en)
- .30 Wildey (.30 Wildey Magnum)
- .32 ACP (7,65x17mm Browning SR)
- .32 NAA
- .32 S&W
- .32 S&W Long (variante : .32 Colt New Police)
- .320 Revolver
- .32 Short Colt
- .32 Long Colt
- .32 H&R Magnum
- .327 Federal Magnum
- .32-20 Winchester (.32 WCF, .32-20 Marlin, .32 Colt Lightning)
- .35 S&W Auto (.35 Automatic)
- .356 TSW
- .357 AutoMag
- .357 Magnum (9x33mmR)
- .357 Super Magnum
- .357 Remington Maximum
- .357 Peterbilt (.357 Wildey Magnum)
- .357/44 Bain & Davis
- .36 PN
- .360 DW (.360 Dan Wesson)
- .380 ACP (9x17mm Browning Short)
- .38 Short Colt
- .38 Long Colt
- .38 S&W (variantes : .38 Colt New Police, .38 Super Police)
- .38 Calibre
- .380 British
- .38 Special (9x29mmR)
- .38 AMU (rimless .38 Special)
- .38 Auto (.38 ACP)
- .38 Super Auto
- .38 Super Comp
- .38/45 Clerke Auto Pistol
- .38 Casull
- .357 SIG
- .357/45 GWM (357/45 Grizzly Win Mag)
- .375 Super Magnum
- .38-40 Winchester (.38 WCF)

### Du calibre .40 au .49
- .400 Colt Magnum
- .400 Corbon
- .40 G&A (.40 Guns & Ammo)
- .40 Smith & Wesson (.40 Auto, 10x21)
- .40 Super
- .401 Herter Magnum
- .41 Action Express
- .41 Avenger
- .41 JMP (.41 Jurras, .41 AutoMag)
- .41 Special
- .41 Remington Magnum
- .41 Wildey Magnum (10 mm Wildey Magnum)
- .414 JDJ
- .414 Super Magnum
- .427 ZMR (calibre conçu par Angel Arms pour leur pistolet .427 ZMR)
- .44-40 Winchester (.44 WCF)
- .44 PN
- .44 Bull Dog
- .44 Colt
- .44 Special
- .44 S&W Russian
- .44 Remington Magnum
- .44 Auto Mag
- .440 Cor-Bon
- .44 Webley (.442 RIC)
- .44 Wildey Magnum (11 mm Wildey Magnum)
- .445_SuperMag (.4295 RIC)
- .45 Schofield (.45 S&W Schofield, .45 S&W)
- .45 Colt
- .45 ICP (calibre .45 conçu par Angel Arms pour leur pistolet Gun One)
- .45 Super
- .450 Revolver (.450 Adams)
- .45 Webley
- .455 Webley (.455 Webley Mk I, .455 Revolver, .455 Colt, .455 Colt Mk I)
- .455 Webley Mk II (.455 Revolver Mk II, .455 Colt Mk II, .455 Eley)
- .455 Webley Automatic
- .45 GAP
- .45 ACP (.45 Auto)
- .45 HP (.45 Italian, .45 Automatic Short)
- .45 Auto Rim
- .45 S&W
- .45 Mars Short
- .45 Mars Long
- .45 Wildey Magnum
- .45 Winchester Magnum
- .450 SMC (.450 Triton)
- .450 Magnum Express
- .451 Detonics Magnum
- .454 Casull
- .455 SuperMag
- .458 Devastator
- .458 Maximum (dérivé de la .458 Winchester)
- .458 Linebaugh Maximum
- .460 S&W Magnum
- .460 Rowland
- .475 Linebaugh
- .475 Maximum
- .475 Wildey Magnum
- .480 Ruger
- .476 Eley (.476 Enfield Mk3)
- .499 Linebaugh

### Supérieur ou égal au calibre .50
- .50 Special (.50 Bowen Special)
- .50 Action Express
- .500 S&W Special
- .500 S&W Magnum
- .500 Bushwhacker
- .50 Remington (M71 Army)
- .50 GI
- .500 Linebaugh
- .50 Beowulf
- .500 Maximum
- .500 Wyoming Express (.500 WE)
- .510 SuperMag
- .577 Boxer (.577 Eley, .577 Webley)

## Calibre métrique

### Calibre inférieur à 6 mm
- 2mm Kolibri
- 2,34 mm
- 2,7 mm Colibri
- 3 mm Colibri
- 4 mm GECO
- 4 mm M. 20
- 4,25 mm Liliput
- 4,5x26mm
- 4,6x30mm
- 5 mm Bergmann
- 5 mm Bergmann Rimless
- 5 mm Clement
- 5,5 mm Velo Dog
- 5,45x18mm (5,45 mm PSM)
- 5,7x28mm FN Herstal (Modèle:Adopté par le NATO)
- 5,8x21mm (5,8 mm pistolet chinois)

### Calibre de 6 mm à 8 mm
- 6,35 mm Browning (.25 ACP)
- 6,5 mm Bergmann
- 7 mm Nambu
- 7 mm Bench Rest Remington (7 mm BR)
- 7 mm Perrin (7 mm French Thick Rim, 7,5 x 13 R)
- 7,5 mm Ordonnance 1882
- 7,62x17mm Type 64 (7,62x17 mm rimless, 7,62x17mm chinois)
- 7,62x25mm Tokarev
- 7,62x38mmR (7,62x38mm Nagant)
- 7,62x42mm SP-4 (une munition russe avec un piston interne pour les opérations silencieuses)
- 7,63x25mm Mauser
- 7,65x17mm Browning SR
- 7,65x25mm Borchardt
- 7,65mm Roth-Sauer (7,65 mm Frommer)
- 7,65x22mm Parabellum (7,65x22mm Luger, .30 Luger)
- 7,65mm Long (7,65 mm MAS, 7,65 mm Longue)
- 7,65mm Mannlicher (7,63 mm Mannlicher en Autriche, 7,65 mm Mannlicher en Allemagne, et 7,65x21mm aux États-Unis)
- 7,65 mm Brev.
- 7,8 mm Bergmann (7,5 mm Bergmann model 1897, 7.8 x 25)

### Calibre de 8 mm à 10 mm
- 8 mm Le Gaulois (7,5 x 9 R, 8 mm Mitrailleuse, 8 mm Merveilleux)
- 8 mm Tue Tue (8 x 24 R, 8 mm Galand, 8 mm non règlementaire)
- 8 mm Lebel
- 8 mm/92 (pour revolver)
- 8 mm Roth-Steyr
- 8 mm Gasser
- 8x22mm Nambu
- 8,5 mm Mars
- 9x18mm Makarov
- 9x18mm Police (9 mm Ultra)
- 9 mm Browning Long (9x20mm Browning SR)
- 9 mm Glisenti
- 9x19mm Parabellum (9 mm Luger, 9x19mm NATO)
- 9 mm Federal
- 9x21mm IMI
- 9x21mm Gyurza (9x21mm SP-10)
- 9 mm Action Express (9 mm AE)
- 9x23mm Steyr
- 9 mm Largo (9 mm Bergmann-Bayard, 9x23mm Largo)
- 9 mm Super Cooper (9x22 mm Super Cooper)
- 9x23mm Winchester
- 9 mm Mars
- 9 mm Mauser (Connue également sous le nom de 9 mm Mauser Export, calibre d'exportation pour le Mauser C96)
- 9 mm Winchester Magnum
- 9x25mm Dillon
- 9x29mmR
- 9x30mm Magnum (9 mm Dillon Magnum)
- 9,8 mm Auto Colt

### Calibre supérieur à 10 mm
- 10x21 mm
- 10 mm Auto
- 10 mm Magnum
- 10 mm Wildey Magnum
- 10,4 mm central Suisse
- 10,4 mm central italienne (10,35 Glisenti, 10,35 x 20 R)
- 11 mm Mle 1873 (11 mm Ordonnance, 11,5 x 18 R)
- 11 mm allemand (10,6 mm Mauser, 10,6 mm German Ordnance, 10.7 x 25 R)
- 11,25 mm Norvégien (11,25 x 23, clone du .45 ACP)
- 11,35 mm Schouboe (11.35x18mm)
- 11,43 mm
- 11,75 mm Montenegrin (11 mm Austrian Gasser, 11,25x36Rmm Montenegrin)
- 12 mm Gyrojet
- 12 mm Perrin (.44 Perrin, 12 mm French Thick Rim, 11.2 x 15 R)
- 12 mm Devisme (12 mm French, 11.3 x 15 R)
- 12.5x40mm STs-110
- 13 mm Gyrojet

## Autres munitions utilisées pour des armes de poing
Bien qu'elles ne soient pas initialement conçues pour les armes de poing, plusieurs cartouches d'armes d'épaule ont également été chambrées pour un grand nombre d'armes, principalement dans des revolvers comme le revolver Phelps Heritage, le revolver Century Arms et le Magnum Research BFR. Celles-ci incluent:
- .218 Bee
- .22 Hornet
- .30 Carbine
- .30-30 Winchester
- .410 bore
- .444 Marlin
- .45-70 Government
- .458 Win Mag (revolver Zeliska produit sur commande par Pfeifer Waffen en Autriche)
- .50/70 Government
- 12.7 mm Nato (prototype Thunder cal .50 BMG fabriqué par Triple Action, LLC of Logan, Utah USA)
- .600 Nitro Express (revolver Zeliska produit sur commande par Pfeifer Waffen en Autriche)
- 5,7 x 28 mm

## Sources
- (en) Cet article est partiellement ou en totalité issu de l’article de Wikipédia en anglais intitulé « List of handgun cartridges » (voir la liste des auteurs).